# Rollo Weeks
Rollo Percival Loring Weeks (Chichester, Sussex Occidental, Inglaterra; 20 de marzo de 1987) es un actor británico.

## Biografía
Weeks nació en Chichester, Sussex Occidental, Inglaterra, Reino Unido. Sus padres son Robin Weeks y Susan Wade Weeks, es hermano menor de Perdita Weeks y de Honeysuckle Weeks, ambas actrices. Asistió a la Escuela de Teatro de Sylvia Young y a la Stowe School.

## Filmografía
| Año  | Título                      | Personaje                                  | Notas               |
| ---- | --------------------------- | ------------------------------------------ | ------------------- |
| 1993 | Google Eyes                 | Joseph                                     |                     |
| 1995 | Braveheart                  | Niño en la multitud (durante la ejecución) |                     |
| 1998 | Berkeley Square             | Berkeley Square                            | Serie de televisión |
| 2000 | El pequeño vampiro          | Rudolph                                    |                     |
| 2001 | Atila, rey de los hunos     | Atila (joven)                              | Miniserie de TV     |
| 2003 | El príncipe perdido         | Jorge                                      | Serie de televisión |
| 2003 | Girl with a Pearl Earring   | Frans                                      |                     |
| 2004 | George y el dragón          | Wryn                                       |                     |
| 2004 | The Queen of Sheba's Pearls | Jack                                       |                     |
| 2006 | El señor de los ladrones    | Escipión                                   |                     |
| 2006 | Come on Over                | Guido                                      |                     |
| 2009 | Sangre en el Agua 2         | Albert O'Hara                              |                     |
| 2010 | Mr. Nice                    | Eton Boy                                   |                     |
| 2012 | Booked Out                  | Jacob                                      |                     |